# フェルディア・ウォルシュ＝ピーロ
フェルディア・ウォルシュ＝ピーロ（英: Ferdia Walsh-Peelo、1999年10月12日 - ）はアイルランドの俳優・歌手である。2016年のミュージカル映画『シング・ストリート 未来へのうた』で映画デビュー（主演）、ヒストリーのテレビシリーズ『ヴァイキング 〜海の覇者たち〜』でテレビドラマデビューした（2017年〜2020年出演）。2020年の映画『ヒア・アー・ザ・ヤング・メン』（原題）、2021年の映画『コーダ あいのうた』にもメインキャストとして出演している。

## 教育
ウォルシュ＝ピーロはウィックロー県アシュフォードで生まれ育った。ブレイのゲールスコルであるColáiste Ráithín (en) に通い、その後同県のウィックロー・エデュケート・トゥギャザー・ナショナル・スクール (Wicklow Educate Together National School) に進学した。

## キャリア
7歳でソプラノ歌手の母トニ・ウォルシュ (Toni Walsh) の指導を受け始め、彼はボーイソプラノとして音楽キャリアを始めた。活動し始めてすぐに様々な賞を獲得し、12歳の時にはモーツァルトの歌劇『魔笛』のキャストとしてアイルランド中を回った。その後ベンジャミン・ブリテンのオペラ『ねじの回転』でマイルズ役を得た。2012年にはアイルランドのテレビ番組『ザ・レイト・レイト・トイ・ショー』でピアノの弾き語りを披露した。
2016年には、ミュージカルコメディ映画『シング・ストリート 未来へのうた』に出演し、ルーシー・ボイントンと共に同作の主演を務めた。この作品はジョン・カーニー監督作品である。サンダンス映画祭でこの作品が上演された後、同作で共演したマーク・マッケンナと共に、ウォルシュ＝ピーロは作中曲のギター・ピアノ弾き語りを披露した。
2015年には、アメリカ合衆国内でのエージェントとしてウィリアム・モリス・エンデバーと、更にイギリスでのエージェントとしてインデペンデント・タレント (Independent Talent) と契約した。
2017年からはヒストリーのテレビシリーズ『ヴァイキング 〜海の覇者たち〜』に出演し（第5シーズンから）、アルフレッド大王を演じた。2021年には映画『コーダ あいのうた』に出演し、主人公ルビーの歌の相手となるマイルズ役を演じた。この作品は2021年のサンダンス映画祭で高い評価を受け、Appleが高額買い付けしてApple TV+オリジナル作品として配信された。
彼は子供たちに災害時の方策を伝えるUNICEFアイルランドのプログラム "Emergency Lessons" の親善大使としても活動している。

## フィルモグラフィ

### 映画
| 年     | 作品名                                                      | 役名                                            | 備考       |
| ------ | ----------------------------------------------------------- | ----------------------------------------------- | ---------- |
| 2016年 | シング・ストリート 未来へのうた Sing Street                 | コナー・"コズモ"・ロウラー Conor "Cosmo" Lawlor |            |
| 2018年 | Dave Allen at peace                                         | 18歳のデイヴ Dave aged 18                       | テレビ映画 |
| 2020年 | Topping Out                                                 | トビー / Toby                                   | 短編映画   |
| 2020年 | Troubled Times                                              | エオガン / Eoghan                               | 短編映画   |
| 2020年 | ヒア・アー・ザ・ヤング・メン（原題） Here Are the Young Men | レズ / Rez                                      |            |
| 2021年 | コーダ あいのうた CODA                                      | マイルズ / Miles                                |            |

### テレビ
| 年              | 作品名                                | 役名                         | 備考 |
| --------------- | ------------------------------------- | ---------------------------- | ---- |
| 2017年 – 2020年 | ヴァイキング 〜海の覇者たち〜 Vikings | アルフレッド大王 King Alfred |      |